# Roberto Costanzo
Roberto Costanzo (San Marco dei Cavoti, 27 novembre 1929) è un politico e saggista italiano.

## Biografia
Laureato in scienze sociali, è Accademico Corrispondente dell'Accademia Nazionale di Agricoltura.
Esponente della Democrazia Cristiana in ambito provinciale e già parlamentare europeo, fu per la prima volta candidato, eletto e nominato assessore, nel 1964 al Consiglio provinciale di Benevento e fu tra i primi ad inserire la fotografia sul volantino elettorale.
Fu anche il primo assessore all'Agricoltura della Regione Campania nel 1970 con l'avvento del governo delle regioni in Italia.
Eletto deputato europeo alle elezioni europee del 1979, venne poi riconfermato nel 1984, per le liste della DC.
È stato presidente della Delegazione per le relazioni Europa-Canada e vicepresidente della Commissione per la politica regionale e l'assetto territoriale, presidente degli europarlamentari della DC.
È stato anche Presidente della Camera di commercio, industria, artigianato e agricoltura di Benevento dal 1991 al 2004 e, anche con iniziative personali, ha tenacemente promosso e incoraggiato l'agricoltura locale.
È stato dirigente provinciale e nazionale di Coldiretti e Confcooperative, presidente nazionale dell'associazione agrituristica "Terranostra".
Nella DC è stato segretario di sezione, segretario provinciale, membro della direzione nazionale.
Giornalista pubblicista è stato vice presidente nazionale dell'associazione "Stampa agricola".

## Principali pubblicazioni
- 2019 Visti dal Sannio. Ambiente, politica, storie - Realtà Sannita - Benevento [3]
- 2014 Europa no, Europa sì: quale unità europea vogliamo; prefazione di Mario Matrangolo, Francesco Monte, Davide Zarrelli; postfazione di Emilano Brancaccio - pp. 144 - Natan - Benevento[4]
- 2011 La politica a Benevento nei primi cinquant'anni della Repubblica: I partiti. Il ceto politico e amministrativo. Il voto dei cittadini - pp. 237 - Natan - Benevento[5]
- 2009 Scenari di politica agricola in Campania: dalla prima conferenza agricola regionale alla Pac del mercato globale (con Carlo Cupo, Domenico Tosco; presentazione di Francesco de Stefano) - pp. 273 - Il Denaro Libri - Napoli[6]
- 2007 Veni vidi...: testimonianze e opinioni - pp. 237 - eDimedia - Benevento[7]
- 1984 Parliamo d'Europa (prefazione di Emilio Colombo) - pp. 203 - Società Editrice Napoletana - Napoli[8]
- 1975 Campania prospettive: riassetto dell'agricoltura come condizione di sviluppo globale - pp. 563 - Marotta - Napoli[9]
- 1971 Campania si, Campania no - pp. 158 - Abete - Roma[10]
- 1970 La Campania non finisce a Capodichino - pp. 188 - Abete - Benevento[11]